# Patrick Mekari
Patrick Mekari (Westlake Village, 13 agosto 1997) è un giocatore di football americano statunitense che milita nel ruolo di offensive tackle per i Jacksonville Jaguars della National Football League (NFL).

## Carriera

### Baltimore Ravens
Dopo non essere stato scelto nel Draft NFL 2019, Mekari firmò con i Baltimore Ravens. Dopo una pre-stagione positiva in cui mise in mostra la sua versatilità, riuscì ad entrare nei 53 uomini per l'inizio della stagione regolare.
Dopo essere subentrato nella gara del dodicesimo turno contro i Los Angeles Rams al posto dell'infortunato Matt Skura, Mekari disputò la prima gara come titolare contro i San Francisco 49ers quando Skura fu inserito in lista infortunati per il resto della stagione.
Il 25 novembre 2020 Mekari fu inserito nella lista dei positivi al COVID-19, tornando attivo il 4 dicembre.
Nella stagione 2021 Mekari divenne il tackle sinistro titolare dopo che Ronnie Stanley e Tyre Phillips si infortunarono nel primo turno. Il tackle destro titolare Alejandro Villanueva fu in seguito spostato sul lato sinistro al posto di Stanley, consentendo a Mekari di essere il tackle destro titolare per la maggior parte della stagione.
Il 30 dicembre 2021 Mekari firmò un nuovo contratto triennale con i Ravens.

### Jacksonville Jaguars
Il 12 marzo 2025 Mekari firmò con i Jacksonville Jaguars un contratto triennale del valore di 37,5 milioni di dollari.